# David Hyde Pierce
David Hyde Pierce (Saratoga Springs, 3 april 1959) is een Amerikaans acteur. 

## Biografie
Hij is de zoon van Laura Marie en George Hyde Pierce, David is de jongste, hij heeft twee oudere zussen Barbara en Nancy en oudere broer Thomas.
Hij was gek van de piano en orgel toen hij nog heel jong was. Pierce heeft al lange tijd een relatie met tv-producent en schrijver Brian Hargrove. Zij woonden in New York en Los Angeles, samen met de Wheaten Terriers Maude en Mabel.
Hij speelde onder meer in de sitcom Frasier, waarin hij de rol van psychiater Dr. Niles Crane had. Deze rol werd, nadat hij de makers van de serie had ontmoet, omdat hij veel op hoofdrolspeler Kelsey Grammer leek, met Pierce in gedachten geschreven.
Pierce heeft naast zijn rol in de sitcom talrijke bijrollen in grote films op zijn CV staan. Zo is Pierce te zien geweest in films als The Fisher King, Wolf, Sleepless in Seattle, Little Man Tate en Nixon. Verder heeft Pierce in een hoop series gespeeld, waaronder in de komedieserie The Powers That Be van de makers van Friends.
David zet zich al een lange tijd in voor het Alzheimer Fonds van Amerika, zijn vader en zijn grootvader zijn overleden aan Alzheimer. En is hij supporter van Aids liefdadigheidsinstellingen en LGBT.

## Stemmen
Verder is David Hyde Pierce ook bekend van zijn stem. Zo heeft hij onder andere al stemmen ingesproken in films als A Bug's Life, als de wandelende tak Slim, en in 2002 sprak Pierce de stem in van Doc Dilbert Doppler in de Disney film Treasure Planet en de film Osmosis Jones. In 2004 sprak Pierce de stem van Abe Sapien, een personage uit de film Hellboy, in. Hij wilde echter geen credit hiervoor, omdat hij vond dat het personage van Sapien helemaal van acteur Doug Jones was. In het vervolg, Hellboy II: The Golden Army zorgt Jones dan ook zelf voor de stem van zijn personage.
In twee afleveringen van The Simpsons levert Pierce de stem van Cecil Terwilliger, de broer van Sideshow Bob. Dit personage wordt vertolkt door Kelsey Grammer, die ook Pierce' broer speelt in Frasier. Acteur John Mahoney, die de vader van beide speelt in de serie, speelt ook in The Simpsons de vader van Sideshow Bob en Cecil Terwilliger.